# Rifargia impexa
Rifargia impexa är en fjärilsart som beskrevs av Max Wilhelm Karl Draudt 1932. Rifargia impexa ingår i släktet Rifargia och familjen tandspinnare. Inga underarter finns listade.